# Leucaena leucocephala

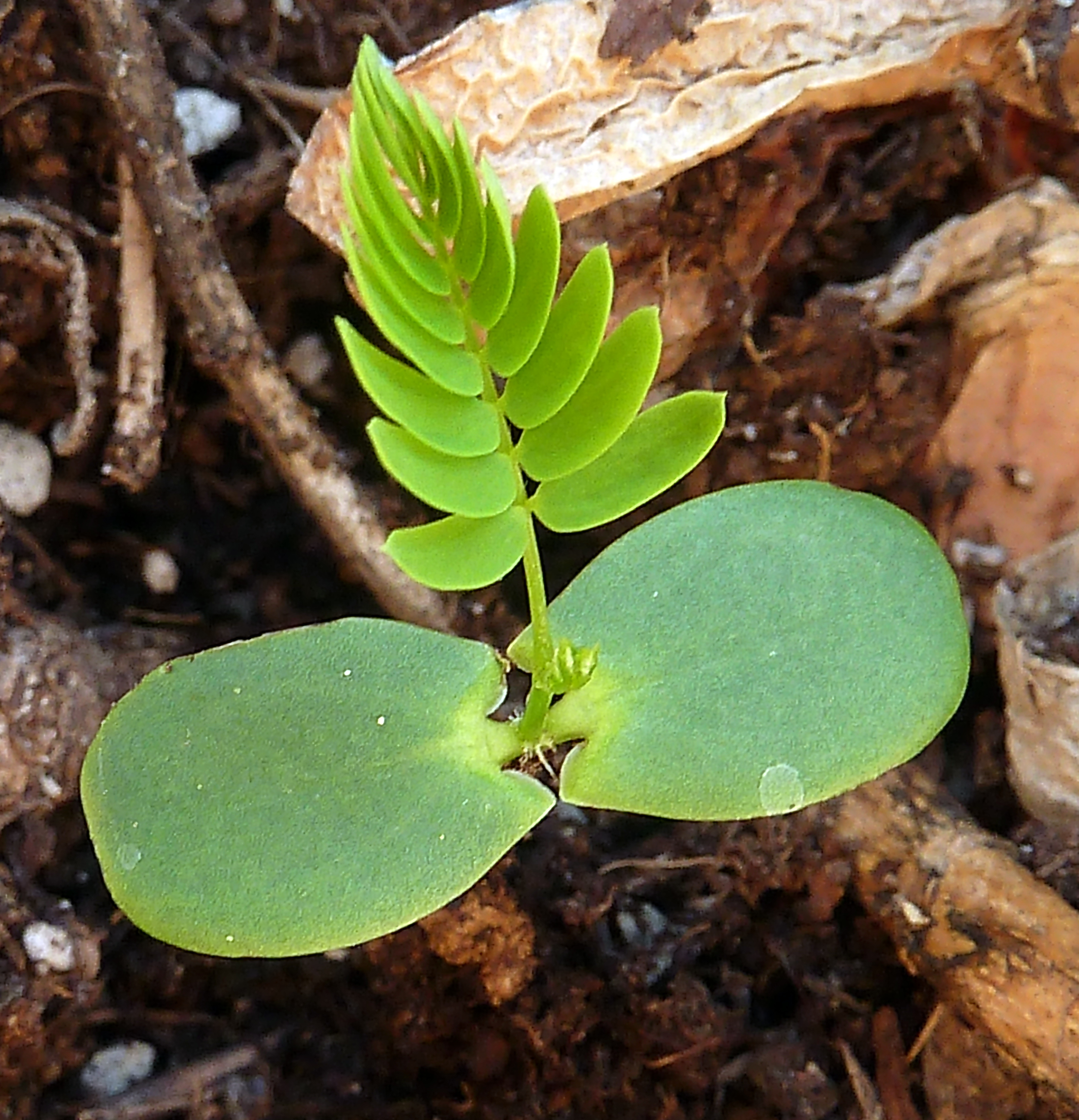
Plántula con los dos cotiledones y las hojas primordiales todavía no bipinnadas.

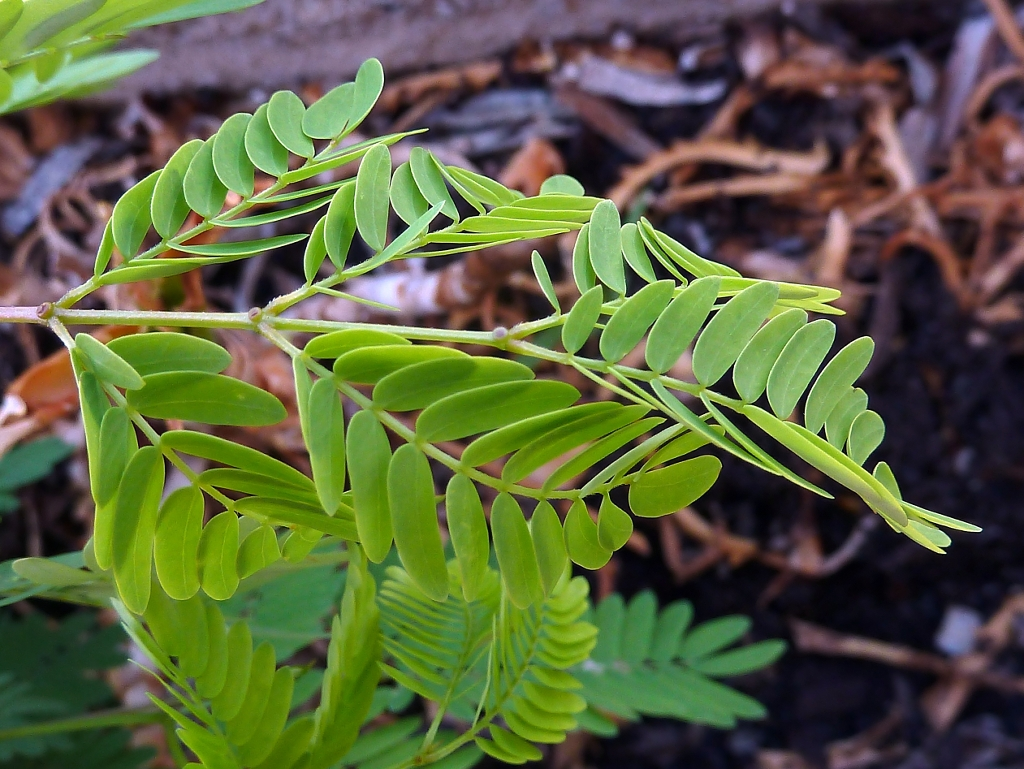
Hoja bipinnada joven con glándulas en la raíz de los raquis secundarios.

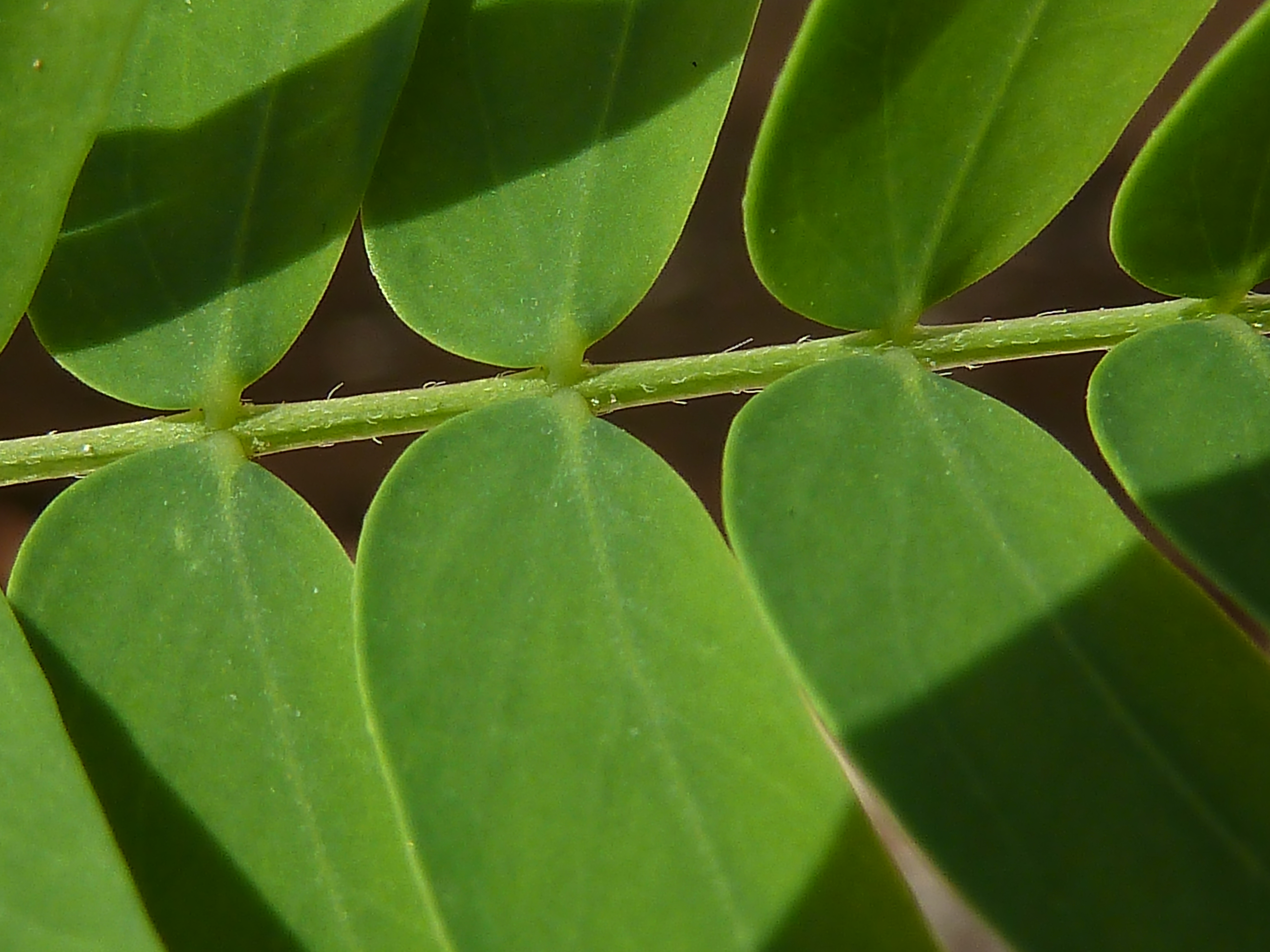
Detalle de la inserción de los folíolos en la cara superior de un raquis secundario.

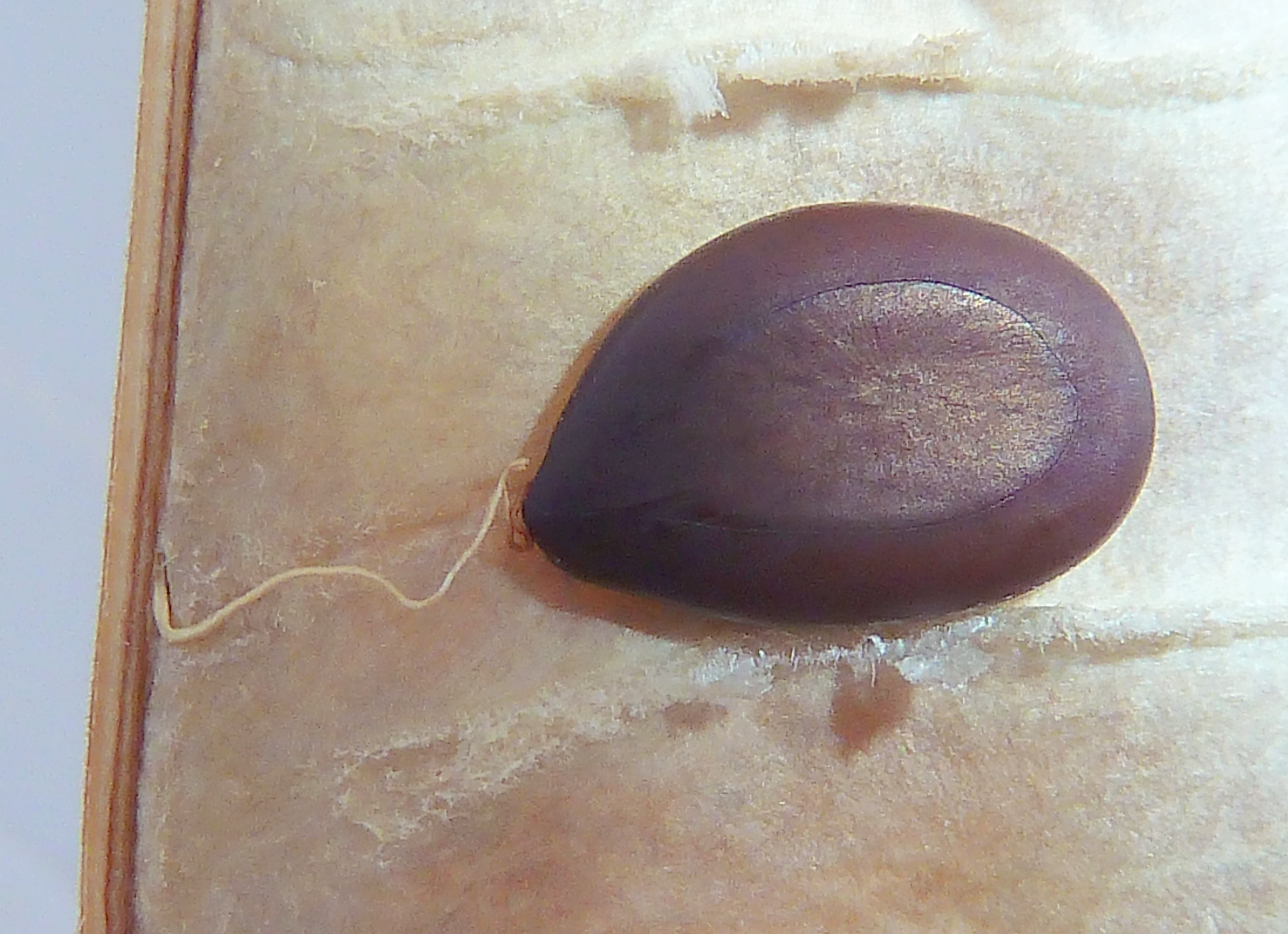
Legumbre madura y abierta: detalle de una semilla in situ con su funículo; "línea fisural" claramente visible.

Leucaena leucocephala (conocido como huaxyacac, peladera, liliaque, huaje o guaje, entre otros nombres) es una especie arbórea del género Leucaena de la familia de las leguminosas o fabáceas. 

## Descripción
Arbusto o árbol de 2 a 6 m de altura con ramas pubescentes cuando jóvenes y que se tornan glabras con la edad. Las estípulas, triangulares, son diminutas y caducas. Las hojas son bipinnadas, paripinnadas y opositipinnadas; con glándulas —traslucidas y luego negruzcas— en la base de los raquis secundarios y los foliolos no tienen la vena principal en posición media, pero desplazada hacia arriba; dichos folíolos están implantados en la cara superior de dicho raquis secundario, lo que facilita su cierre los unos contra los otros en ausencia de luz. Flores agrupadas en capítulos axiales, generalmente solitarios o por pares y con brácteas pubescentes caducas; tienen pedúnculos de longitud variable y terminados por un receptáculo globular prácticamente esférico; dichos capítulos miden unos 2-3 cm de diámetro, con las flores de color blanco algo amarillento y que se tornan al rosa asalmonado cuando empiezan a marchitarse; estas últimas tienen cáliz pentámero de unos 3 mm y los pétalos de más o menos 5 mm y exteriormente pubescentes. Hay 10 estambres, algo pubescentes, de unos 7 mm de largo, y el pistilo prácticamente igual de largo. El fruto es una legumbre recta, aplanada, coriácea, parda, de base atenuada, con pedicelo pubescente de unos 3 cm, con pico y tiene de 10-20 cm de largo por 1,5-4 cm de ancho. Tiene dehiscencia por la 2 suturas longitudinales. Las semillas, en número de 6-25, son dispuestas transversalmente, pardas oscuras, brillantes, estrechamente ovoides, aplanadas y con la fina y clara "línea fisural" ovalada en el tegumento —habitual en la subfamilia Mimosoideae—; tienen un funículo largo y algo retorcido y miden 6-9 por 3-4,5 cm.

## Distribución natural y carácter invasor
Es originario de México dónde se encuentra sobre todo en los estados del sur, como son Guerrero, Morelos, Colima, Oaxaca y Chiapas, pero ha sido introducido desde Centroamérica al resto del mundo. Está incluida en la lista 100 de las especies exóticas invasoras más dañinas del mundo. de la Unión Internacional para la Conservación de la Naturaleza.
En España, debido a su potencial colonizador y constituir una amenaza grave para las especies autóctonas, los hábitats o los ecosistemas, esta especie ha sido incluida en el Catálogo Español de Especies Exóticas Invasoras, regulado por el Real Decreto 630/2013, de 2 de agosto, aunque su introducción en el medio natural, posesión, transporte, tráfico y comercio están prohibidos solamente en Canarias. 

### Hábitat
Se encuentra en diferentes ecosistemas, desde las tierras bajas costeras hasta bosques tropicales caducifolios y perennifolios. En ambientes secos o húmedos; y en diferentes tipos de suelos, excepto los ácidos y demasiado compactos.

## Citología
Números de cromosomas:  2n=104.

## Usos

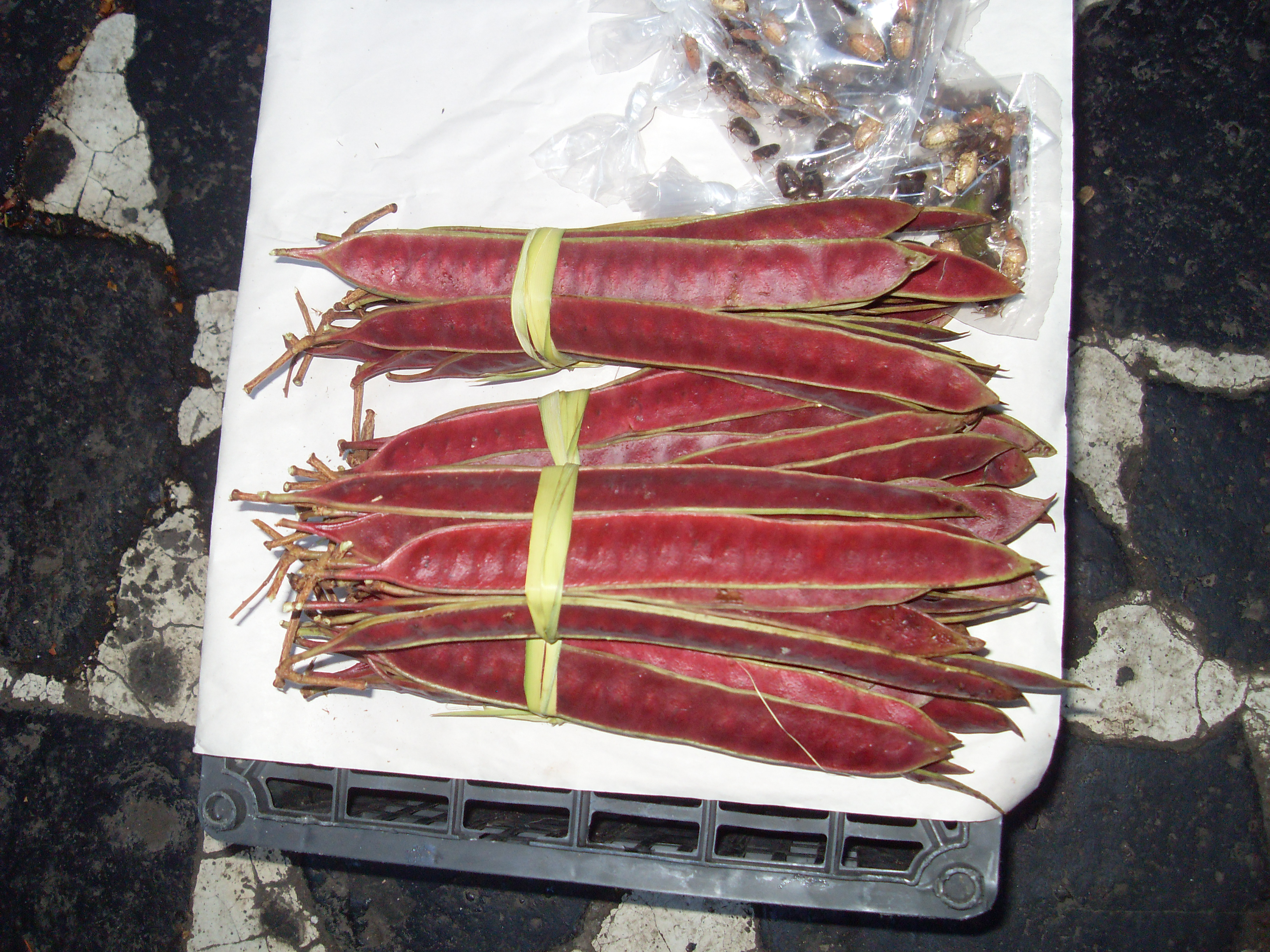
Vainas inmaduras ya arrancadas en venta en Taxco de Alarcón (Guerrero), México.

Se cultiva para su uso como abono verde y forraje. 
Se utiliza como cerco vivo, forraje y combustible. Sus semillas verdes son comestibles, aunque algo insípidas. Su sabor es similar al del ajo crudo, aunque más picosas. Hace que huelan feo los gases. Las vainas se encuentran frecuentemente en los mercados de México.
Los guajes se han consumido en México desde tiempos prehispánicos ya sea cocidos o crudos. Las hojas y semillas contienen un aminoácido (mimosina) cuya ingesta en grandes cantidades puede producir daños en los mamíferos no rumiantes y aves de corral (bocio, debilidad, pérdida de peso, aborto, caída de pelo en caballos, mulas y burros).

## Taxonomía
Leucaena leucocephala fue descrita primero por Jean Baptiste Antoine Pierre de Monnet de Lamarck como Acacia leucocephala y publicado como tal en Encyclopédie Méthodique, Botanique, vol. 1(1), p. 12, 1783; y ulteriormente atribuido al género Leucaena por Hendrik Cornelis Dirk de Wit y publicado en Taxon, vol. 10(2), p. 54, 1961. .
Etimología
Leucaena: nombre genérico que procede del griego λευκός - leukos, que significa "blanco", refiriéndose al color de las flores.
leucocephala: epíteto que deriva del griego λευκός, "blanco",  y κεφαλή - kephalê, "cabeza", aludiendo al color de las inflorescencias.
Sinonimia
- Acacia frondosa Willd.
- Acacia glauca Willd.
- Acacia leucocephala (Lam.) Link
- Leucaena glabra Benth.
- Leucaena glauca Benth.
- Mimosa glauca sensu L.
- Mimosa leucocephala Lam. - basónimo[9]

## Nombres comunes
El hecho de que esté distribuido, muy usado y cultivado en el mundo entero, ha contribuido a la existencia de una infinidad de nombres vernaculares, a menudo muy locales; aquí unos cuantos:
Acacia forrajera, acacia pálida o zarcilla o hediondilla (Puerto Rico), aroma blanca (Cuba), aroma boba, aroma mansa, barba de león, carbonero blanco, falso cují (Venezuela), huaxyacac (Oaxaca-México), flamboyán falsísimo,  granadillo bobo, granadino, granolino, guaje, guaje blanco, guaslim (Campeche), xaxim/guaxin/waxim/huaxin (Maya-Yucatán), huaje, leucaena, liliak o kiulilac o liliaque o leleques (Veracruz, México), lino, lino criollo (República Dominicana), macata, macata Blanca, mimosa, panelo, peladera, tamarindo silvestre, tamarindillo, tantán, tumbarabu, uaxi y guacis (Chiapas), uaxim, yaravisco y chapra (Perú), makahiya en las Filipinas.